# Upgrade U
«Upgrade U» es una canción interpretada por la cantante estadounidense Beyoncé, incluida en su segundo álbum de estudio, B'Day (2006). Contiene voces adicionales del rapero y esposo de la cantante, Jay-Z. Fue compuesta por Beyoncé, MK, Makeba, Sean Garrett, Angela Beyincé, Jay-Z, Willie Clarke, Blowfly y Solange Knowles y producida por Swizz Beatz, Cameron Wallace y la artista. La compañía Columbia Records, filial de Sony Music, la publicó en Estados Unidos como un sencillo promocional de 12" el 27 de noviembre de 2006. Es una canción perteneciente al género R&B contemporáneo, cuya letra trata sobre una mujer que ofrece lujos a un hombre para mejorar su estilo de vida, personal y profesionalmente.
En términos generales, la canción recibió reseñas positivas de los críticos musicales; se refirieron a ella como pegadiza y la más potente en el álbum, además de elogiar la letra. Tras el lanzamiento de B'Day y antes del de «Upgrade U», este ganó popularidad en las estaciones de radio de hip hop y R&B estadounidenses, por lo que debutó en las listas Hot R&B/Hip-Hop Songs y Billboard Hot 100. Después de que saliera a la venta como sencillo promocional, ocupó las posiciones 11 y 59 en ambas listas, respectivamente. Para la promoción, se filmó un videoclip bajo la dirección de Melina Matsoukas y Beyoncé. La cantante hizo una imitación de Jay-Z y se la ve en medio de relojes de oro y joyas, continuando con el tema central que se alude en la canción. «Upgrade U» formó parte de las giras The Beyoncé Experience (2007) y I Am... Tour (2009).

## Antecedentes y lanzamiento
Beyoncé, MK, Makeba, Sean Garrett, Angela Beyincé, Jay-Z, Willie Clarke, Blowfly y Solange Knowles compusieron «Upgrade U», mientras que Swizz Beatz, Cameron Wallace y la cantante la produjeron. Fue grabada por Jim Caruana en los estudios Sony Music en Nueva York y Jason Goldstein la mezcló en ese mismo lugar. Por su parte, Brian «Big Bass» Gardner se encargó de masterizarla en Bernie Grundman Mastering, Los Ángeles, California. Inicialmente, el rapero T.I. iba a ser el invitado en la canción; sin embargo, no fue capaz de grabar sus versos debido a ciertas razones de negocio. Finalmente, Jay-Z fue seleccionado como el artista invitado, por lo que se convirtió en la segunda colaboración del rapero con la cantante en B'Day —la primera fue «Déjà Vu» (2006)—. Posteriormente, T.I. grabó su verso original para la canción, aunque esta no figuró en el álbum, sino que fue usada como la remezcla oficial. La compañía discográfica Columbia Records, filial de Sony Music, publicó «Upgrade U» como un sencillo promocional de 12" el 27 de noviembre de 2006, en los Estados Unidos.

## Composición

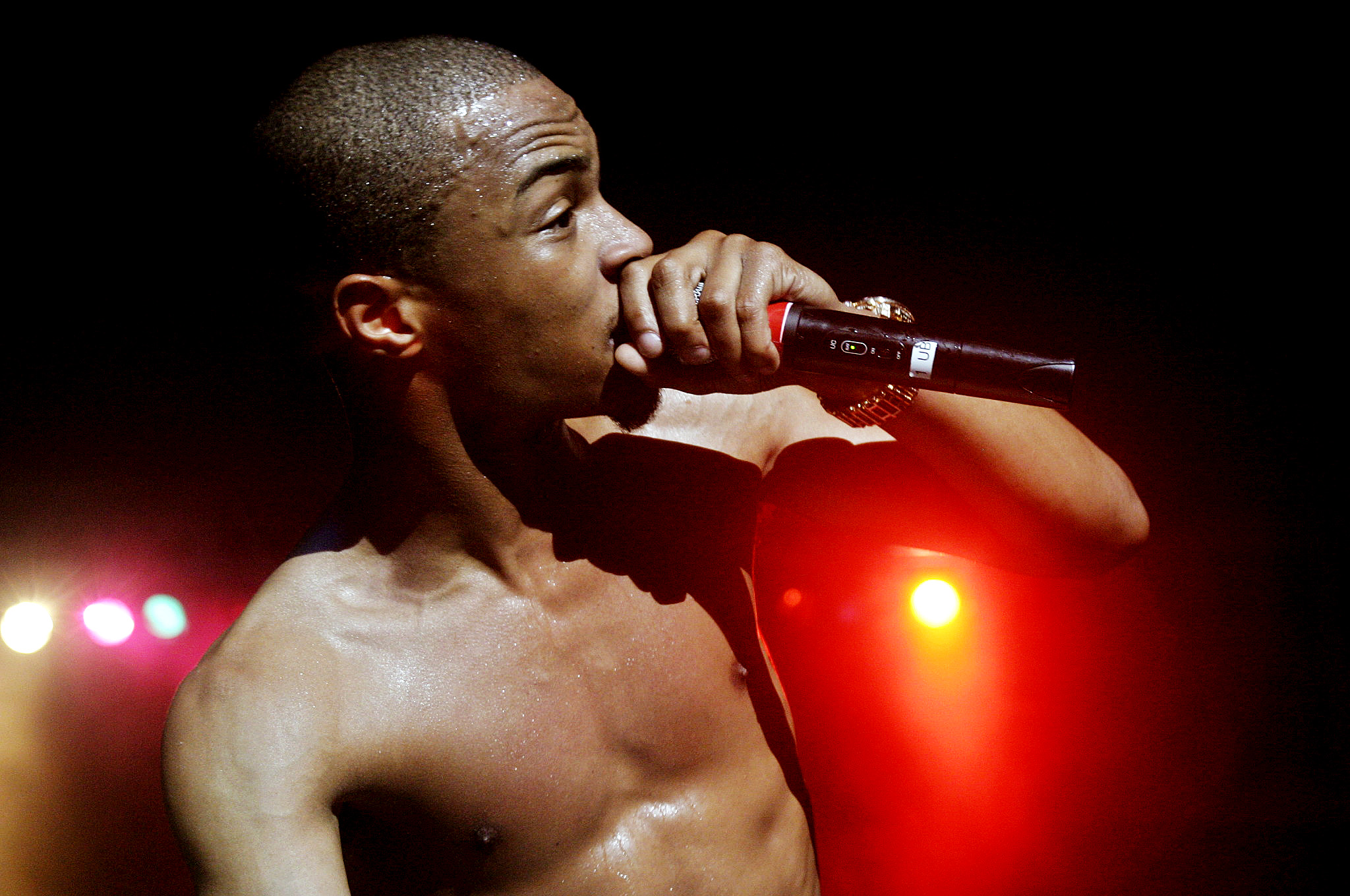
Inicialmente, el rapero T.I. iba a ser el artista invitado en «Upgrade U», pero no pudo colaborar en la canción debido a ciertas razones de negocio.

«Upgrade U» es una canción de R&B contemporáneo «moderna», con influencias del pop, el soul y el urban. Según la partitura publicada en Musicnotes por EMI Music Publishing, se encuentra en la tonalidad de re menor, con un groove moderado de 92 pulsaciones por minuto en tiempo común. El registro vocal de Beyoncé se extiende desde la nota sol♯3 a la mi5. La canción cuenta con un fondo de sintetizador de trompa, así como un pulso de palmadas basado en la música bounce. Como la mayoría de los temas del álbum, el ritmo es reforzado por la caja de ritmos Roland TR-808, mientras que la pista también cuenta con un sonido pesado. «Upgrade U» contiene samples de la canción de Betty Wright «Girls Can't Do What the Guys Do» (1968) y los samples fueron compuestos por Willie Clarke y Blowfly. Sal Cinquemani de Slant Magazine señaló que las similitudes entre «Upgrade U» y las canciones de la era Destiny's Child podrían hacer un himno de «autoempoderamiento femenino». Según Mike Joseph de PopMatters, «Upgrade U» contiene «la química natural» que Beyoncé y Jay-Z tienen en la vida real. El concepto de la canción gira en torno a una mujer ofreciendo lujos a un hombre, para mejorar el estilo de vida y la reputación de este último, personal y profesionalmente; similar al concepto de «Suga Mama», otra pista de B'Day. Asimismo, Phil Harrison de Time Out comentó que la canción tiene una calidad «extrañamente formal», que parece que postula una historia de amor como un acuerdo de negocios.
A lo largo de la canción, tanto Beyoncé y Jay-Z mencionan una lista de bienes de personalidades, empresas y marcas de prestigio: «Audemars Piguet», un relojero suizo; «Jacob Arabo» y «Lorraine Schwartz», joyeros de celebridades; «Cartier», un joyero y fabricante de relojes; «Hermès», una empresa de bienes de lujo; «Ralph Lauren Purple Label», una división lujosa de la famosa línea de ropa de dicho diseñador; «Natura Bisse Diamond Cream», un polvo de diamante mezclado con crema; «Suites de 6 estrellas» (ático), de los cuales existen solo unos pocos en el mundo, tales como Crown Macau en China y Dreams Los Cabos, cerca de San José del Cabo, en México; la «Costa Amalfitana», ubicada en el sur de Italia; «Fendi», una empresa de bienes de lujo y «The Bloomberg Luxury Accommodation Group», en parte propiedad de las familias Calangian y Zobel y situado alrededor del mundo, abasteciendo a la clase millonaria de Hollywood. Marcus Yoars y Bob Smithouser de Plugged In señalaron que «Upgrade U» «pone demasiado énfasis en la riqueza».
«Upgrade U» inicia con un diálogo entre Beyoncé y Jay-Z, con su rap: «How you gon' upgrade me? What's higher than number one? You know I used to beat that block. Now I be's the block» —«¿Cómo vas a mejorarme? ¿Qué es mayor que el número uno? Sabes que solía vencer a ese bloque. Ahora yo soy el bloque»—. En el primer verso, la artista canta: «I hear you be the block but I'm the lights that keep the streets on [...]» —«Oí que eres el bloque, pero yo soy las luces que mantienen las calles encendidas»—. El estribillo menciona: «You need a real woman in your life, that's a good look [...] Take care of home and still fly, that's a good look [...] Let me upgrade you, flip a new page [...]» —«Necesitas una mujer verdadera en tu vida, es una buena mirada [...] Que cuide de la casa y que aún vuele, es una buena mirada [...] Déjame mejorarte, voltea una página»—. En el segundo verso, según Sarah Rodman de The Boston Globe y Marcus Yoars y Bob Smithouser de Plugged In, Beyoncé «perturbadoramente confunde transformando a su hombre en un líder» y destaca que es «una igual» de su hombre»; mostrándose en las líneas: «I can do for you like Martin did for the people / It's very seldom you're blessed to find your equal, still play my part and let you take the lead role» —«Puedo hacer para ti lo que Martin hizo por la gente / Es muy raro que estés dotado para encontrar a tu igual, sigue tocando mi parte y déjame asumir el liderazgo»—. Al describir la letra del segundo verso «más divertida e idiosincrásica que nunca», Tim Finney de Pitchfork Media comentó que la cantante presume del «extremo cambio de imagen difícil de vender» de la canción, cuando probablemente sabe que es la «única cantante de R&B» que podría enviar esas líneas «con una cara seria». Antes de que el tema finaliza, Jay-Z realiza otro rap donde compara «la roca en el dedo de su señora a un tumor». En el tercer verso, Beyoncé declara a su interés amoroso que su dinastía permanecerá siempre incompleta sin «un jefe como [ella]». Luego canta el estribillo una vez más antes de cambiar a su cuarto y último verso: «Hermes briefcase, Cartier top clips, silk-lined blazers...» —«Maletines Hermes, pendientes de Carter, bléisers de seda forrado...»—.

## Recepción crítica

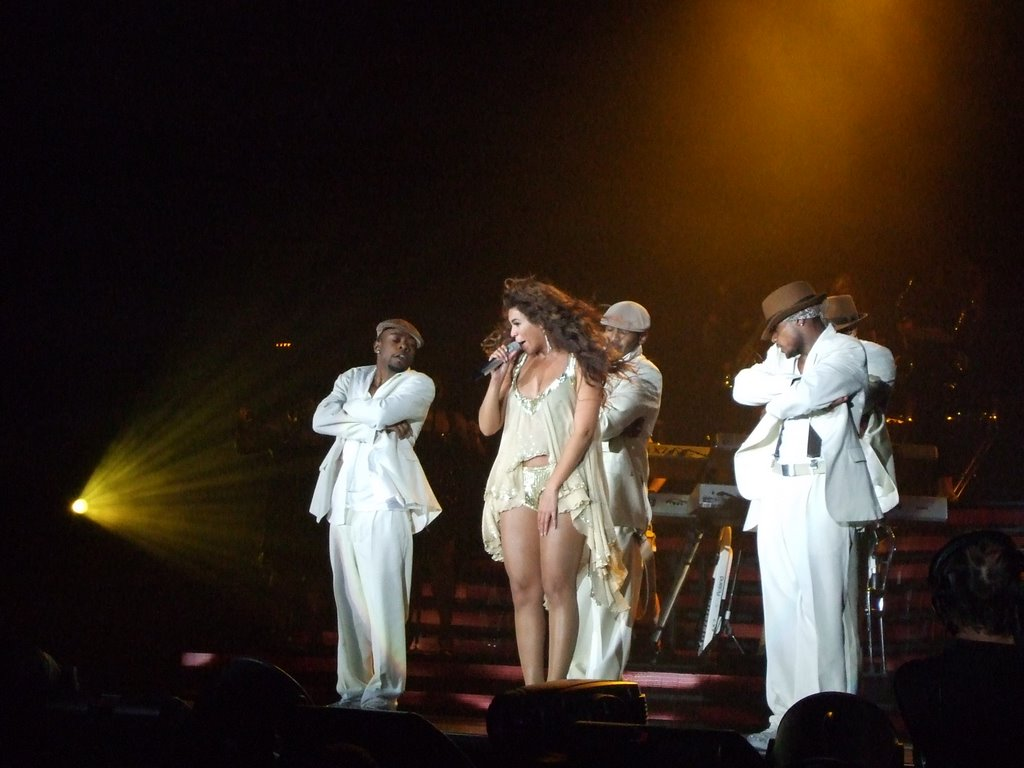
Beyoncé interpretando «Upgrade U» en la gira The Beyoncé Experience, flanqueada por varios bailarines.

En términos generales, «Upgrade U» obtuvo reseñas positivas de los críticos musicales. Por ejemplo, Eb Haynes de AllHipHop llamó a la canción como «lo mejor de las series Ride or Die y Bonnie y Clyde». Sarah Rodman de The Boston Globe felicitó la forma en que Beyoncé «se declara una igual» e «inquietantemente confunde transformando a su hombre en un líder». Chris Richards del Washington Post la describió como una reflexión de «sentimientos "cómprame amor"». Andy Kellman de Allmusic consideró al tema «el más potente en el álbum», que describió como una «producción de Cameron Wallace baja, donde Beyoncé usa y compra los pantalones al tiempo que su proposición suena más como un empoderamiento de castración». Tim Finney de Pitchfork Media lo llamó un tema «rígidamente estrépito» y elogió su letra, al describirla como excéntrica en una manera agradable. Por su parte, Sal Cinquemani de Slant Magazine opinó que «Upgrade U» podría ser fácilmente una pista de Destiny's Child. Por otro lado, el sitio Kidzworld lo seleccionó entre las «pistas ardientes» de B'Day. Bernard Zuel de The Sydney Morning Herald se refirió a ella como una pista «mecánica». Phil Harrison de Timeout comentó que «["Upgrade U"] alude a la ambivalencia hacia las aspiraciones bling». Mike Joseph de PopMatters escribió que el tema sobrevive no solo debido a la voz segura de Beyoncé, sino también a la química que ella y Jay-Z tienen en la canción y en la vida real. Además, añadió que las rimas de Jay-Z sugieren fuertemente que «este animal está más hambriento que nunca». Melisa Tang de The Situation la llamó «materialista», mientras que Carolyn Davis de Us Weekly la describió como una «pista pegadiza» donde Beyoncé y Jay-Z abordan los rumores sobre «un posible compromiso». En su análisis al disco, Brian Sims de Hip Hop DX señaló: «"Upgrade U" es una de esas canciones de tendencias que veremos volver en cinco años y decir, "Oh, es quien comenzó diciendo 'déjame actualizarte'"». Sin embargo, en una crítica más negativa, James Whittle de South China Morning Post indicó que B'Day «habría sido un álbum más fuerte si "Déjà Vu" y "Upgrade U" hubiesen sido quitados». Del mismo modo, Caroline Sullivan de The Guardian sostuvo que es una de las varias canciones «de R&B un poco disonantes».

### Reconocimientos
Joy Rosen de Entertainment Weekly colocó a «Upgrade U» en el puesto número cinco en su lista de las «10 mejores canciones del 2007»; elogió la colaboración entre ambos artistas al decir que «las dos mitades del par del poder de la música rinden tributo a las virtudes del materialismo». Shaheem Reid, Jayson Rodriguez y Rahman Dukes de MTV la ubicaron en la posición once en su lista anual de las 27 canciones esenciales de R&B del 2007. Además, ha sido incluida en las listas de las mejores canciones de Beyoncé, como Matthew Perpetua de BuzzFeed, quien, al ubicarla en la posición diecinueve de los 23 mejores temas de la cantante, comentó: «Beyoncé canta a menudo sobre el romance en términos de pragmatismo, y este dúo con su esposo enmarca su matrimonio como un cruce entre la autosuperación y una unión corporativa. Lo más sorprendente de esta canción es que Jay-Z, un artista que ha construido una carrera en la que se presenta como el hombre más impresionante y confiado en el mundo, parece tan ansioso de ser "mejorado" por su relación con ella». Asimismo, Ed Masley de The Arizona Republic la posicionó en el nueve de los 10 mejores éxitos de Beyoncé. «Upgrade U» obtuvo una nominación en la categoría de mejor dúo/colaboración en los BET Awards de 2007, pero perdió ante «Runaway Love» de Ludacris con Mary J. Blige.

## Recepción comercial
Después del lanzamiento de B'Day y antes del de «Upgrade U», este ganó popularidad en las estaciones de radio de R&B y hip hop estadounidenses. Por consiguiente, ingresó a la lista Hot R&B/Hip-Hop Songs en el puesto número setenta y dos, en la edición del 16 de septiembre de 2006, mientras que, en la Billboard Hot 100, debutó en la posición noventa y dos, el 18 de noviembre del mismo año. Luego de su lanzamiento como sencillo promocional, su recepción comercial fue aumentado, y para la semana del 23 de diciembre de 2006, llegó a su posición más alta en las dos listas mencionadas, en los lugares once y cincuenta y nueve, respectivamente. Asimismo, también alcanzó la misma posición en el Hot R&B/Hip-Hop Airplay, es decir, en el once, mientras que en el conteo radial, en el lugar treinta y ocho, en esa misma edición. «Upgrade U» volvió a entrar al Hot 100 en cuatro ocasiones: la primera, su última aparición la hizo el 6 de enero de 2007, donde se ubicó en el setenta y ocho; volvió a ingresar al noventa y cuatro la semana siguiente. Luego, el 10 de febrero, regresó en la octogésima novena posición, mientras que, el 24 de marzo, en el noventa y ocho. La canción hizo su última reentrada a la lista el 14 de abril, en el lugar ochenta. En total, permaneció dieciocho semanas no consecutivas. Por otro lado, aunque no fue lanzado oficialmente como sencillo en el Reino Unido, llegó al número 176 de la lista oficial del país, la UK Singles Chart, el 19 de mayo de 2007.

## Vídeo musical
El vídeo musical de «Upgrade U» fue rodado durante las dos semanas programadas para el DVD B'Day Anthology Video Album, y dirigido por Melina Matsoukas y Beyoncé. Se filmó entre los de «Kitty Kat» y «Green Light», y duró cerca de un día y medio. Jay-Z realizó sus escenas de rap primero, y luego la cantante estudió su escena e hizo su imitación de él. Al respecto, Matsoukas comentó: «Si alguien sabe de Jay-Z, sería Beyoncé». Asimismo, la cantante sostuvo en relación con su imitación del rapero: «Me encanta lo que hice [en el vídeo] porque es totalmente fuera de mi personaje, o al menos el que la gente cree que soy. Estaba fingiendo ser Jay [-Z], y él estaba allí, [por lo que] le dije que tenía que irse, porque no pude hacerlo con él en la sala — fue muy vergonzoso. Creo que hice un buen trabajo. ¡Tuve el labio curvado hacia abajo!». Por otro lado, el vídeo ha sido utilizado como un comercial para anunciar la televisión de alta definición por satélite de DirecTV; aunque las partes fueron nuevamente filmadas para el anuncio.
El vídeo se estrenó el 28 de febrero de 2007 en el programa 106 & Park, junto con «Beautiful Liar», otro sencillo de la cantante con la colaboración de Shakira. Al principio del vídeo, Beyoncé se ve pronunciando las palabras de las líneas de Jay-Z, vestida en ropa masculina, al estilo hip hop. Posteriormente, se la ve usando gafas de sol Cazal 907 mientras canta en el asiento trasero de un Rolls Royce Silver Cloud III. Durante los estribillos, baila en un minivestido dorado, frente a un grupo de bailarines. Luego, continúa su imitación mientras rapea, y a la mitad, Jay-Z aparece para terminar el mismo rap con Beyoncé bailando alrededor de él, vistiendo una camisa blanca clásica. La cantante es vista en medio de relojes de oro y joyas, continuando con el tema central que se alude en la canción. El sitio web Just Jared lo llamó «divertido». Por su parte, analizando el vídeo musical, Nicole A. de Yahoo! le otorgó una «B-», y señaló que este puede ser mejor que el sencillo. Además, lo describió como «atractivo», pero indicó que, en las escenas en la que Beyoncé es vista en la parte trasera del Rolls Royce y donde el pequeño reptil camina mientras ella baila en el suelo, se «ven muy extrañas, sobre todo para el concepto de esta canción». Concluyó diciendo: 

«Si este vídeo solo va a consistir en la talentosa cantante actuando en varios vestidos y ropa cara mientras está acostada en el suelo o sentada en un tronco, la parte técnica debería haber ayudado. Unos efectos especiales habrían eliminado lo aburrido de ver a alguien recitando la letra de una canción que se toca cada 15 minutos en la radio. Beyoncé no baila mucho, y la mayor parte de "Upgrade U" fue durante la aparición de Jay-Z. [...] Los vídeos musicales de Beyoncé [como este] no serán mucho para emocionarse. Sé que puede hacer [algo] mejor, así que estoy deseando verlo».

## Presentaciones en directo
Aunque Beyoncé no promocionó «Upgrade U» en los programas de televisión, formó parte del repertorio de las giras The Beyoncé Experience y I Am... Tour, realizada en 2007 y 2009, respectivamente. Cuando la presentó en Sunrise, Florida, el 29 de junio de 2009, llevaba un leotardo de oro brillante. Mientras cantaba, se proyectaron gráficos animados de tocadiscos, amplificadores y otros equipos de sonido por detrás de Beyoncé, los bailarines y los músicos. Por su parte, el acompañamiento instrumental consistió de dos baterías, dos teclados, percusión, una sección de vientos, tres vocalistas llamadas The Mamas y la guitarra de Bibi McGill. Jay Hanna de The Sunday Times comentó que «las canciones menos melódicas como "Get Me Bodied" o "Upgrade U", fue combinado por [una] producción audiovisual espectacular». Dichas presentaciones se incluyeron en los álbumes en directo The Beyoncé Experience Live (2007) y I Am... World Tour (2010).

## Lista de canciones y formatos
| Sencillo de 12" (Lado I) |                                    |          |  |
| N.º                      | Título                             | Duración |  |
| 1.                       | «Upgrade U» (versión del álbum)    | 4:32     |  |
| 2.                       | «Upgrade U» (versión instrumental) | 4:32     |  |

| Sencillo de 12" (Lado II) |                                 |          |  |
| N.º                       | Título                          | Duración |  |
| 1.                        | «Upgrade U» (versión del álbum) | 4:32     |  |
| 2.                        | «Upgrade U» (a capela)          | 4:32     |  |

## Posicionamiento en listas
| País (Lista 2006-07)                     | Mejor posición |
| ---------------------------------------- | -------------- |
| Estados Unidos (Billboard Hot 100)       | 59             |
| Estados Unidos (Hot R&B/Hip-Hop Airplay) | 11             |
| Estados Unidos (Hot R&B/Hip-Hop Songs)   | 11             |
| Estados Unidos (Radio Songs)             | 38             |
| Reino Unido                              | 176            |

| País (Lista 2007)                      | Posición |
| -------------------------------------- | -------- |
| Estados Unidos (Hot R&B/Hip-Hop Songs) | 45       |

## Créditos y personal
- Voz: Beyoncé y Jay-Z
- Composición: Beyoncé, MK, Makeba, Sean Garrett, Angela Beyincé, Shawn Carter, Willie Clarke, Clarence Reid y Solange Knowles
- Producción: Swizz Beatz, Cameron Wallace y Beyoncé
- Mezcla: Jason Goldstein
- Asistencia de mezcla: Steve Tolle
- Masterización: Brian «Big Bass» Gardner
- Grabación: Jim Caruana
- Asistencia de grabación: Rob Kinelski
- Grabada y mezclada en los estudios Sony Music, Nueva York, Estados Unidos
- Masterizada en Bernie Grundman Mastering, Los Ángeles, California, Estados Unidos

Fuentes: notas del disco compacto B'Day.